# رئيس الجبل الأسود
رئيس الجبل الأسود ( بالمونتنغرية : Predsjednik Crne Gore ، Predśednik Crne Gore ، Предсједник Црне Горе, Предс́едник Црне Горe ) هو رئيس دولة الجبل الأسود. القصر الأزرق هو مقر الإقامة الرسمي للرئيس ويقع في العاصمة الملكية السابقة ستينيي.

## فترة الرئاسة
هذا القسم مقتبس من المادة 97 لدستور الجبل الأسود :
تدوم ولاية رئيس الجبل الأسود لمدة خمس سنوات.
يجوز انتخاب الشخص نفسه لولايتين رئاسيتين فقط في منصب رئيس الجبل الأسود.
يتولى رئيس الجبل الأسود المنصب رسميا ابتداء من تاريخ أداءه اليمين الدستورية أمام أعضاء البرلمان.
في حالة صادف تاريخ انتهاء ولاية الرئيس حالة حرب أو حالة طوارئ، يتم تمديد الولاية لمدة 90 يوما كحد أقصى بعد انتهاء الظروف التي تسببت في هذه الحالة.
لا يجوز لرئيس الجبل الأسود أن يشغل أي منصب آخر في الدولة.

## واجبات الرئاسة

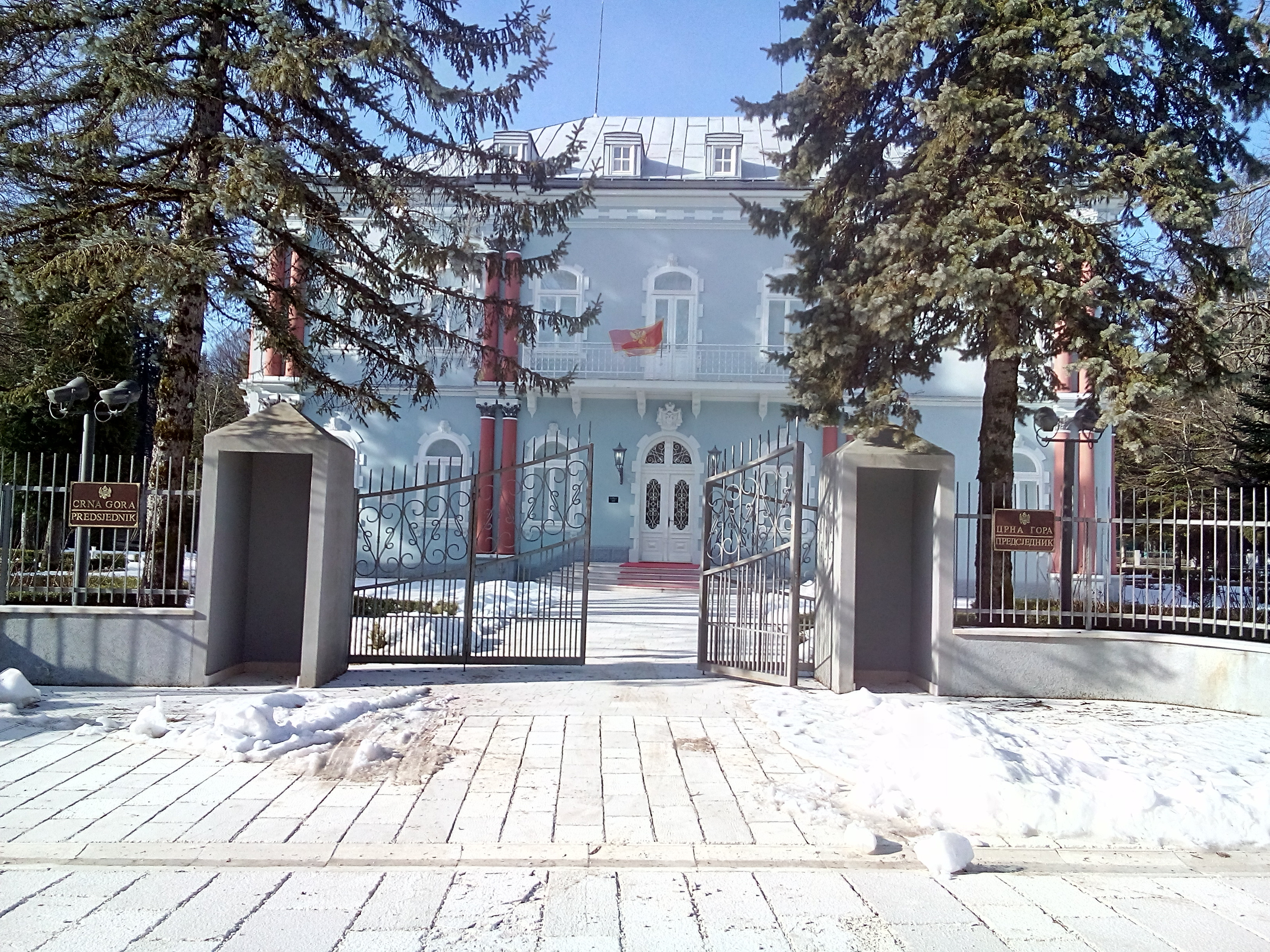
القصر الأزرق، مقر إقامة الرئيس في سيتيني

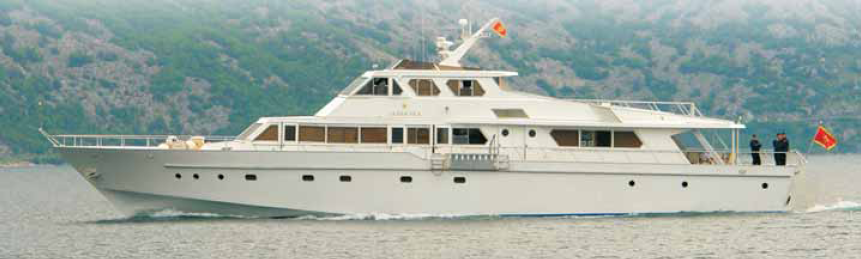
اليخت الرئاسي "جادرانكا"

هذا القسم مقتبس من المادة 97 لدستور الجبل الأسود :
رئيس الجبل الأسود :
1. يمثل الجبل الأسود داخل البلد وخارجه ؛
2. قيادة الجيش وفقا لقرارات مجلس الدفاع والأمن ؛
3. يعلن القوانين بموجب مرسوم ؛
4. يدعو إلى انتخابات أعضاء البرلمان ؛
5. يقترح على البرلمان : مرشحا لرئيس الوزراء، بعد التشاور مع ممثلي الأحزاب السياسية الممثلة في البرلمان ؛ رئيس وقضاة المحكمة الدستورية ؛ حامي حقوق الإنسان والحريات ؛
6. يعين ويلغي السفراء ورؤساء البعثات الدبلوماسية الأخرى للجبل الأسود في الخارج، بناءً على اقتراح الحكومة وبعد الحصول على رأي اللجنة البرلمانية المسؤولة عن العلاقات الدولية ؛
7. يقبل خطابات الاعتماد وإلغاء الدبلوماسيين الأجانب ؛
8. منح أوسمة وميداليات الجبل الأسود ؛
9. منح العفو ؛
10. يؤدي المهام الأخرى المنصوص عليها في الدستور أو في القانون.

## أداء الواجبات
هذا القسم مقتبس من المادة 97 لدستور الجبل الأسود :
في حالة انتهاء ولاية الرئيس أو في حالة وجود عائق مؤقت يحول دون أداء الرئيس لواجباته، يقوم رئيس البرلمان بشغل منصب الرئيس حتى انتخاب الرئيس الجديد.

## إصدار القوانين
هذا القسم مقتبس من المادة 97 لدستور الجبل الأسود :
يعلن رئيس الجبل الأسود القانون في غضون سبعة أيام من يوم اعتماده، أي في غضون ثلاثة أيام إذا تم اعتماد القانون بموجب إجراء سريع أو إعادة القانون إلى البرلمان لمناقشته من جديد .
يعلن رئيس الجبل الأسود القانون المعاد تبنيه.

## الرؤساء

### الجبل الأسود(دولة مستقلة، منذ 2006)
أصبح الجبل الأسود دولة مستقلة في 3 يونيو 2006.
| رئيس | رئيس   | رئيس                                           | رئيس  | رئيس                         | مدة الولاية | مدة الولاية  | مدة الولاية                    | مدة الولاية        |
|      | الصورة | اسم (فترة الحياة)                              | الحزب | الحزب                        | انتخاب      | تولى منصبه   | ترك المكتب                     | المدة الزمنية      |
| ---- | ------ | ---------------------------------------------- | ----- | ---------------------------- | ----------- | ------------ | ------------------------------ | ------------------ |
| 1    |        | فيليب فويانوفيتش Филип Вујановић (مواليد 1954) |       | الحزب الديمقراطي للاشتراكيين | 2008 2013   | 3 يونيو 2006 | 20 مايو 2018                   | 11 سنوات و351 أيام |
| 2    |        | ميلو تشوكانوفيتش Мило Ђукановић (مواليد 1962)  |       | الحزب الديمقراطي للاشتراكيين | 2018        | 20 مايو 2018 | 20 مايو 2023                   | 5 سنوات و0 أيام    |
| 3    |        | ياكوف ميلاتوفيتش (مواليد 1986)                 |       | أوروبا الآن                  | 2023        | 20 مايو 2023 | الحالي (ينتهي في 20 مايو 2028) | 1 سنة و305 أيام    |

## رؤساء سابقون على قيد الحياة
| اسم              | مصطلح     | تاريخ الولادة |
| ---------------- | --------- | ------------- |
| فيليب فويانوفيتش | 2003-2018 | 1 سبتمبر 1954 |

## المعايير الرئاسية

العلم الرئاسي 1
العلم الرئاسي 2

## روابط خارجية
- رئيس الجبل الأسود